# Messatoporus antennator
Messatoporus antennator là một loài tò vò trong họ Ichneumonidae.